# Xã Sargent, Quận Sargent, Bắc Dakota
Xã Sargent (tiếng Anh: Sargent Township) là một xã thuộc quận Sargent, tiểu bang Bắc Dakota, Hoa Kỳ. Năm 2010, dân số của xã này là 32 người.